# Księstwo Oultrejordain
Księstwo Oultrejordain, także Oultrejourdain lub Zajordania – nazwa utworzona i używana w czasie wypraw krzyżowych na określenie rozległych terytoriów na wschód od rzeki Jordan będących w posiadaniu krzyżowców. Od starożytności tereny te znane były jako Edom i Moab.

## Geografia i demografia
Terytorium Oultrejordain rozciągało się daleko na południe, ograniczone dopiero Zatoką Akaba. Na północy symboliczną granicę wyznaczało Morze Martwe; na wschodzie nie posiadało ściśle wyznaczonych granic, jednak wschodnie szlaki, po których podróżowali pielgrzymi i karawany, należały już do Hidżazu (część południowo-wschodnia), lub do Sułtanatu Damaszku (część północno-wschodnia).
Do końca XI wieku terytorium Zajordania należało do państwa Fatymidów. Jednak wpływy kalifów egipskich były słabe i po przybyciu I krucjaty zupełnie się załamały, a lokalne plemiona zawarły z krzyżowcami pokój. Dopiero w 1100 król Baldwin I dokonał pierwszej wyprawy na wschód od Jordanu.
Z uwagi na długie panowanie muzułmanów, większość mieszkańców przyszłego księstwa stanowili wyznawcy islamu, zwłaszcza szyici (głównie koczowniczy Beduini). Terytorium to zamieszkiwali także syryjscy chrześcijanie, ale po zajęciu Ziemi Świętej przez krzyżowców, znaczna ich część została po roku 1115 przesiedlona do Jerozolimy, w miejsce wypędzonych lub zabitych Żydów. Pozostali na miejscu chrześcijanie prowadzili głównie półnomadyczny tryb życia i często pozostawali nieufni wobec krzyżowców.

## Oultrejordain

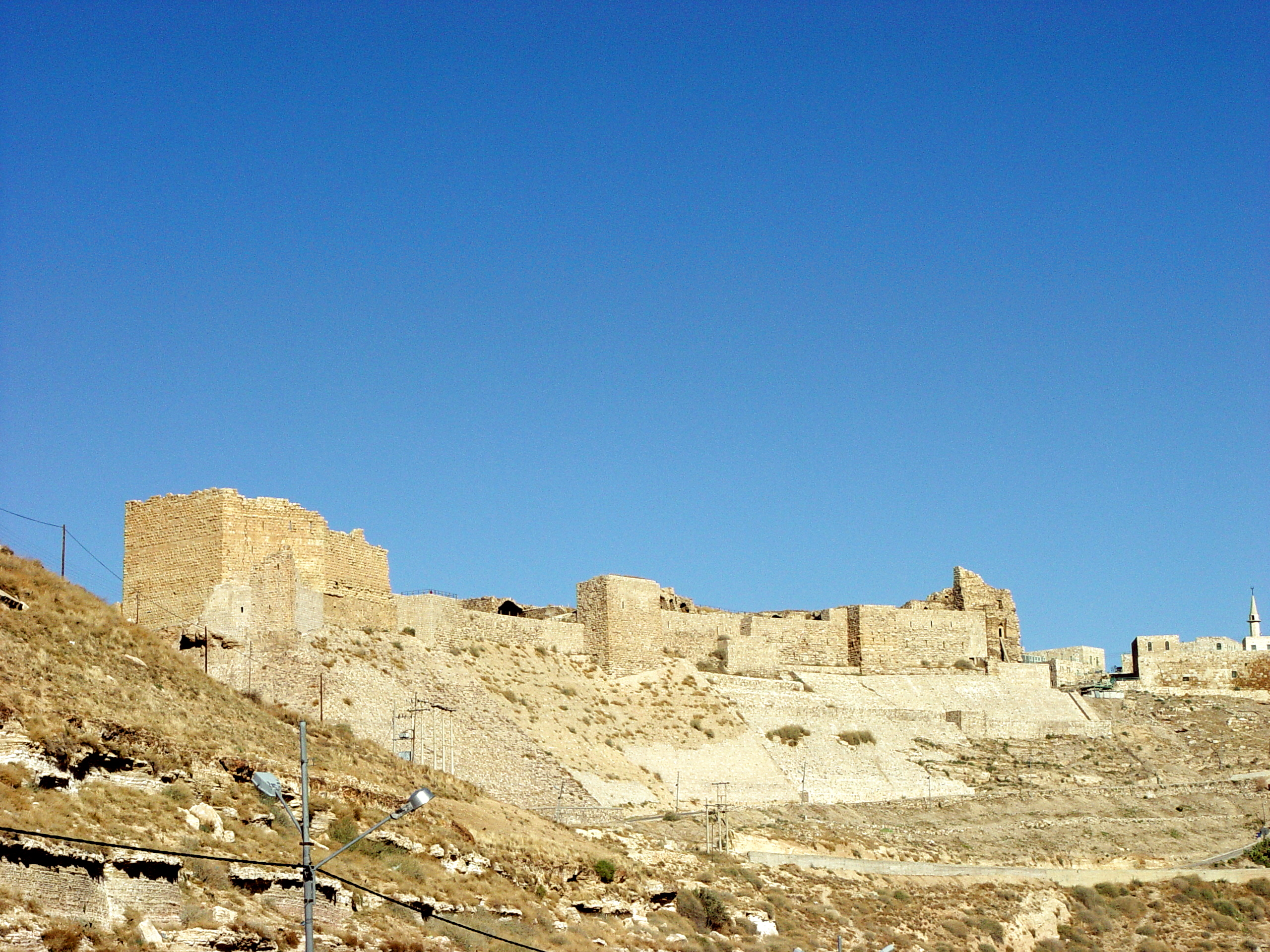
Zamek w Karak, ostatnia siedziba panów Zajordania

Baldwin I wyprawiał się na wschód jeszcze dwukrotnie: w 1107 i 1112, a dla utwierdzenia swojego zwierzchnictwa nad tymi ziemiami zbudował w 1115 na południowym wschodzie dobrze ufortyfikowany zamek – Krak de Montréal, który stał się szybko główną siedzibą panów Zajordania. Dzięki temu Królestwo Jerozolimskie uzyskało kontrolę nad wschodnimi szlakami, które zaczęły przynosić państwu spory dochód (szlaki wiodły do Medyny i Mekki). Krzyżowcom udało się także opanować Petrę, gdzie powołano do życie arcybiskupstwo pod zwierzchnictwem patriarchy Jerozolimy (a w latach 1161–1168 Petra pozostawała lennem Zajordania).
Według XIII-wiecznego dziejopisarza Jana z Ibelinu Oultrejordain było jednym z głównych lenn Królestwa Jerozolimskiego (obok m.in. Hrabstwa Jafy i Aszkelonu czy Galilei). Jan nazwał Oultrejordain lordostwem (właśc. seigneurie) podległym królowi Jerozolimy, ale faktycznie można je traktować jako księstwo, będące ze względu na: rozległość (ok. 30% powierzchni całego Królestwa) i niedostępność terenu (m.in. Pustynia Negew) dość niezależnym organizmem państwowym. Tę niezależność potęgowała jeszcze zasada Incompatibilitas, według której pan Zajordania nie mógł jednocześnie zajmować innego stanowiska w Królestwie Jerozolimskim.
Prawdopodobnie aż do roku 1126 ziemie na wschód od Jordanu były pod bezpośrednią władzą króla, kiedy to utworzono lordostwo dla dotychczasowego kamerdynera królewskiego Pagana le Bouteillera. Pagan pozostał władcą do swojej śmierci w 1147, choć z powodu dość sprzecznych informacji nie można wykluczyć, że jeszcze w latach 30. (do ok. 1134), władzę dzierżył Roman Le Puy. Po śmierci Pagana, jego następcą został jego bratanek Maurycy, o którym brak dokładniejszych informacji, z wyjątkiem faktu, że odstąpił księstwo Filipowi de Milly i jego żonie, a swojej córce, Izabeli.
W kolejnych latach księstwo zostało lepiej ufortyfikowane, poprzez wzniesienie zamków Karak, który stał się nowym ośrodkiem administracyjnym i Subeibe. Jednocześnie jednak zostało narażone na najazdy, gdyż podczas II krucjaty pan Oultrejordain wziął udział w ataku na Damaszek. Krucjata zakończyła się klęską i zwiększyła muzułmańskie zagrożenie dla księstwa.

## Upadek
W latach 1168–1187 księstwem władali kolejno trzej mężowie Stefanii de Milly: Humphrey III z Toron, Miles de Plancy i Renald z Châtillon. Ostatni z nich, zaczął już jawnie negować prawo do królewskiej zwierzchności nad Zajordanią i prowadził tak niezależną politykę, jakby sam był koronowany. Z zamku Montreal dokonywał licznych napadów na karawany i muzułmańskich pielgrzymów, wreszcie zdecydował się na zaatakowanie Mekki. W odpowiedzi Saladyn najechał Królestwo Jerozolimskie i pokonał katolickie rycerstwo pod Hittin, zabijając także Renalda. Do końca 1189 Ajjubidzi opanowali niemal całe Królestwo i Księstwo Oultrejordain, zdobywając lub niszcząc wszystkie zamki. Księstwo Zajordania praktycznie przestało istnieć w 1187, choć – czysto tytularnymi – książętami byli jeszcze: Humphrey IV z Toron oraz po śmierci Humphreya jego bratanica, Alicja z Armenii wraz z mężem Rajmundem IV z Antiochii.

## Władcy Oultrejordain
Faktyczni
- Roman Le Puy (1118?–1126?/?- ok. 1134?)
- Pagan le Bouteiller (1126?–ok. 1134?, ok. 1134–1147)
- Maurycy (1147–ok. 1161), bratanek Pagana
- Philippe de Milly (pk. 1161–1168), jako mąż Izabeli – córki Maurycego
  - Stefania de Milly, córka i następczyni Filipa, faktycznie rządy jej małżonków:
- Humphrey III z Toron (1168–1173)
- Miles de Plancy (1173–1174)
- Renald z Châtillon (1176 – 4 lipca 1187)

Tytularni
- Humphrey IV z Toron (1187? – przed 1197)
- Alicja z Armenii, bratanica Humphreya, z mężem Rajmundem IV (ok. 1187–1199)
- ród Montfort do wygaśnięcia w poł. XIV wieku (jako potomkowie Izabeli, córki Stefanii de Milly)